# Citroenjenever

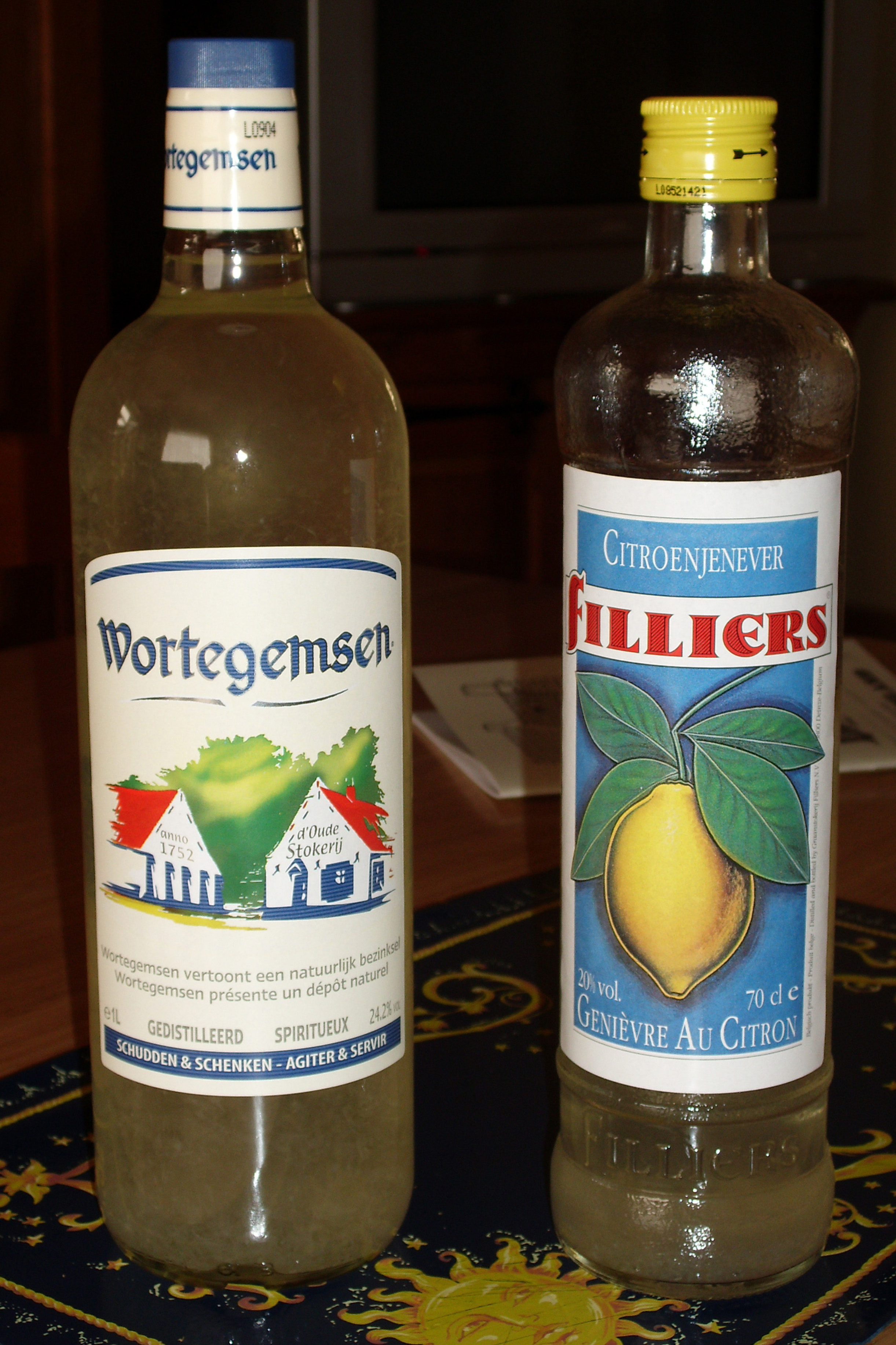
Citroenjenever Wortegemsen en Filliers

Citroenjenever is een eeuwenoude alcoholische drank die wordt bereid op basis van citroenen, waaraan jenever en suiker wordt toegevoegd. De bereiding duurt ongeveer 30 dagen. De drank is vergelijkbaar met limoncello, dat met suiker maar zonder andere toevoegingen geproduceerd wordt.